# Hohe Angelusspitze
Hohe Angelusspitze, lub alternatywnie Hohe Angelus Spitze, Hoher Angelus Spitze, Hoher Angelusspitze, wł. L'Angelo Grande (3521 m n.p.m.) – pokryty częściowo lodem szczyt w Południowym Tyrolu, w Masywie Ortleru stanowiącym fragment Alp Retyckich.

## Nazewnictwo
W języku niemieckim istnieją alternatywne, ugruntowane historycznie warianty brzmienia nazwy szczytu: Hohe Angelus Spitze oraz Hohe Angelusspitze, Hoher Angelus Spitze, Hoher Angelusspitze, dawniej Große Angelus Spitze lub Große Angelusspitze. Oznaczają one dosłownie Wielki Anielski Szczyt. Nazwa w języku włoskim L'Angelo Grande lub Angelo Grande stanowiąca dosłowne tłumaczenie nazwy niemieckojęzycznej jest nazwą sztuczną, nadaną administracyjnie po dojściu Musolliniego do władzy w pierwszej połowie lat dwudziestych XX w. w ramach procesu italianizacji i faszyzacji Południowego Tyrolu.

## Topografia
Szczyt położony jest w bocznej, biegnącej w kierunku północnym grani Masywu Ortleru, na północ od szczytu Vertainspitze (3545 m), od którego oddzielony jest głęboko wciętą przełęczą Angelus Scharte (3337 m). Hohe Angelusspitze wznosi się ponad leżącą na zachód od niego doliną Zaytal oraz ponad leżącym po drugiej stronie wierzchołka lodowcem Laaser Ferner wypełniającym najwyższe piętro biegnącej na północny wschód doliny Laasertal.

## Turystyka i alpinizm
Na wierzchołek który prowadzi nietrudna droga alpinistyczna.
Pierwszego wejścia na szczyt dokonali jeden z pionierów alpinizmu Julius Payer oraz przewodnik Johann Pinggera w towarzystwie kilku tragarzy, 8 sierpnia 1868 roku.
Obecnie punktem wyjścia na szczyt jest schronisko Zaytalhütte (wł. Rifugio Serristori, 2721 m), do którego dotrzeć można łatwą ścieżką z miejscowości Innersulden (3 h); podejście można skrócić do 1:30 h, korzystając z wyciągu krzesełkowego Kanzel.
Najczęściej używana obecnie droga na szczyt zwana Reinstadlerweg prowadzi potężną, północno-zachodnią skalną grzędą o długości około 1200 m. Grzęda ta ma częściowo charakter wyraźnej grani urywającej się stromym urwiskiem. Po podejściu przez usypujące się piargi idzie się w górę wspomnianym urwiskiem grani, nieco na prawo od jej końca, po niezbyt trudnych, lecz stromych i eksponowanych skałach (miejscami I, nieliczne liny druciane). Po osiągnięciu ostrza grzędy, już nad wspomnianym urwiskiem droga wiedzie w górę aż do osiągnięcia zwornika w grani głównej, opadającej w kierunku Angelus Scharte. Na zworniku skręca w lewo, po czym granią główną po śniegu i skale, miejscami w sporej ekspozycji (I), zwłaszcza przy trwersowaniu niższego wierzchołka (I) na wierzchołek główny, na którym znajduje się metalowa konstrukcja.
Droga ze względu na trudności i ekspozycję nie jest w zasadzie dostępna dla większości zwykłych turystów górskich nawet w dobrych warunkach (trudności: PD-, liczne miejsca I, spora ekspozycja, czas wejścia 3 h). Wyznaczyli ją Victor Hecht z Pragi oraz przewodnik Johann Pinggera w 1870 roku.
Alternatywnym sposobem wejścia jest tzw. stara droga, zwana też w literaturze niemieckojęzycznej drogą normalną. Prowadzi ona olbrzymim, zalodzonym kuluarem wprost na Angelusscharte, po czym w lewo granią główną, po skałach i lodzie, poprzez zwornik wspomniany w opisie Reinstadlerweg, miejscami w ekspozycji (I) na wierzchłek. Droga ta, popularna dawniej, nie jest obecnie zalecana ze względu na liczne spadające kamienie, a także występujący miejscami w kuluarze twardy lód typu naciekowego, na którym nastąpić może bardzo niebezpieczne poślizgnięcie.
Na szczyt prowadzi też wiele dróg typowo wspinaczkowych (skalnych lub skalno-lodowych) o rozmatym stopniu trudności. Należą do nich m.in.: 
i. skalna grań północna (niem. Nordgrat), trudności III; 
ii. skalna grań północno-wschodnia (niem. Nordostgrat), trudności I, miejscami III; 
iii. skalno-lodowa ściana północno-wschodnia (niem. Nordostwand), nachylenie lodu do 45°, pierwsze wejście Emil i Otto Zsigmondy, 1881; 
iv. ściana północno-zachodnia (niem. Nordwestwand), niemal w całości pokryta lodem; jej wysokość wynosi tylko nieco ponad 200 m, lecz ze względu na dużą stromiznę, miejscami dochodzącą do 80° (niektóre źródła podają nawet 90°), jest to droga jedynie dla doświadczonych wspinaczy lodowych. 
Z wierzchołka Hohe Angelusspitze roztacza się piękny widok na niemal cała Grupę Ortleru; widoczne są także szczyty położone w sąsiednich masywach Alp Wschodnich, jak np. Wildspitze i Weisskugel w Alpach Ötztalskich. 